# Liste von Denkmälern und Pavillons im Karlsbader Stadtwald
Die Liste von Denkmälern und Pavillons im Karlsbader Stadtwald beinhaltet die wichtigsten Bauten (Aussichtspunkte, Aussichtstürme, Denkmäler, Pavillons, Kapellen, Kreuze und Hütten), die in der Zeit von 1790 bis 2000 im Karlsbader Stadtwald (Lázeňské lesy Karlovy Vary) errichtet wurden.
Ein Teil dieser Bauten steht unter Denkmalschutz. Außerdem werden die wichtigsten Kur- und Wanderwege aufgeführt.

## Liste von Denkmälern und Bauten im Stadtwald
Bemerkung: DS = unter Denkmalschutz
| Bild            | Name des Bauwerks (tschech.)            | Name des Bauwerks (deutsch)                                    | Weg und Lage                           | Bemerkung |
| --------------- | --------------------------------------- | -------------------------------------------------------------- | -------------------------------------- | --- |
| Aussichtspunkte |                                         |                                                                |                                        | |
|                 | Jelení skok (Kamzík) (450 m)            | Gemsenfelsen am sogenannten Hirschsprung                       | am Rundweg (Okružní cesta) (Lage)      | Aussichtspunkt mit Bronzestatue einer Gämse von 1851, errichtet von Baron August von Lützow (1795–1872), nach Zerstörung, Kopie von 1986 |
|                 | Mayerův gloriet                         | Mayer-Gloriette                                                | am Rundweg (Okružní cesta) (Lage)      | errichtet 1804 vom Geschäftsmann Franz Mayer |
|                 | Vyhlídka Petra Velikého (489 m)         | Petershöhe                                                     | am Rundweg (Okružní cesta) (Lage)      | Aussichtspunkt auf der Petershöhe, den Zar Peter der Große 1712 bei seinem Besuch in Karlsbad erstiegen hat |
|                 | Jelení skok (restaurace)                | Hirschsprung-Aussicht am Café „Jelení skok“                    | Pod Jelením skokem 884/2 (Lage)        | |
| Aussichtstürme  |                                         |                                                                |                                        | |
|                 | Rozhledna Diana (562 m)                 | Diana (Aussichtsturm)                                          | Vrch přátelství 5/1 (Lage)             | DS, errichtet 1912–1914 auf der Freundschaftshöhe; Architekt: Anton Breinl, ab 1926 Hans-Kudlich-Warte, jetzt Diana-Aussichtsturm |
|                 | Rozhledna Goethova vyhlídka (638 m)     | Aussichtsturm Goethe-Aussicht                                  | Gogolova stezka (Lage)                 | DS, Aussichtsturm auf der Höhe des Ewigen Lebens, errichtet 1888/89 von Fellner & Helmer, urspr. Stephaniewarte, benannt nach Kronprinzessin Stephanie von Belgien (1864–1945), später Stifterwarte am Adalbert-Stifter-Weg, jetzt Goethewarte am Gogolweg                                                                   |
|                 | Vyhlídka Karla IV. (514 m)              | Karl IV.-Aussichtsturm                                         | Jižní vrch (Lage)                      | DS, urspr. Franz-Joseph-Turm, errichtet 1877 im neogotischen Stil auf dem Hammerberg (Hamerský vrch) nach dem Vorbild des Luisenberger Turms in Kellinghusen |
|                 | Doubská hora (610 m)                    | Aberg-Aussichtsturm (auch Aarberg)                             | Sovova stezka 887 (Lage)               | errichtet 1904–1905 auf dem Aberg vom Karlsbader Baumeister Josef Waldert nach dem Projekt des Architekten Rudolf Melichar |
| Denkmäler       |                                         |                                                                |                                        | |
|                 | Busta Johanna Wolfganga Goetha          | Goethedenkmal                                                  | Goethova stezka (Lage)                 | DS, Goethe-Büste von Adolf von Donndorf zur Erinnerung an die Aufenthalte J. W. Goethes im Zeitraum 1785 bis 1823 in Karlsbad |
|                 | Busta Adama Mickiewicze                 | Mickiewicz-Denkmal                                             | Slovenská (Lage)                       | DS, Mickiewicz-Büste von Břetislav Werner (1948), urspr. Büste vom Bildhauer Tadeusz Barącz (1897), zur Erinnerung an den Aufenthalt von Adam Mickiewicz (1829) in Karlsbad (Gedenktafel am Haus Nová louka 287/9) |
|                 | Busta Petra Velikého                    | Zar-Peter I.-Denkmal                                           | am Rundweg (Okružní cesta) (Lage)      | DS, Büste von Thomas Seidan (1877) auf der Petershöhe |
|                 | Tereziin obelisk                        | Theresien-Obelisk                                              | am Rundweg (Okružní cesta) (Lage)      | errichtet 1834 für Marie Thérèse Charlotte d'Angoulême (1778–1851) |
|                 | Pomník Friedricha Schillera             | Schiller-Denkmal                                               | Goethehova stezka (Lage)               | DS, Denkmal (1909) von Friedrich Ohmann mit Marmorrelief von Max Hiller (1869–1954) zur Erinnerung an Friedrich Schillers Aufenthalt in Karlsbad (1791), wo er im ehem. Haus Zum weißen Schwan (Divadelní náměstí 247/3) wohnte                                                                                              |
|                 | Pomník Fryderyka Chopina                | Chopin-Denkmal                                                 | Chopinova stezka (Lage)                | Relief mit Chopin-Bildnis an einem Felsen am Chopinweg zur Erinnerung an den Aufenthalt Frédéric Chopins (1810–1849) in Karlsbad (1835) |
|                 | Findlaterův obelisk                     | Findlater-Obelisk                                              | am Rundweg (Okružní cesta) (Lage)      | errichtet 1804 unterhalb der Freundschaftshöhe (Výšina přátelství) zur Erinnerung an den schottischen Gartenarchitekten James Ogilvy, 7. Earl of Findlater (1750–1811) |
|                 | Pomník Karla Filipa Schwarzenberga      | Schwarzenberg-Denkmal                                          | Dvořákova stezka (Lage)                | Denkmal im Park beim Posthof, errichtet 1818 zur Erinnerung an Karl Philipp Fürst zu Schwarzenberg (1771–1820) |
|                 | Pomník Františka Josefa I.              | Ehem. Kaiser-Franz-Josef-Denkmal                               | Slovenská (Lage)                       | Denkmal für Kaiser Franz Joseph I., errichtet 1911, an der Stelle des jetzigen Beethovendenkmals, wurde 1923 entfernt, 1934 nach Wien transportiert und 1937 in Eisenstadt aufgestellt |
|                 | Pomník Ludwiga van Beethovena           | Beethoven-Denkmal                                              | Slovenská (Lage)                       | DS, errichtet 1929, vom Karlsbader Bildhauer Hugo Uher, zur Erinnerung an den Aufenthalt Ludwig van Beethovens (1770–1827) in Karlsbad im Haus Zum Auge Gottes (1812) |
|                 | Pomník Antonína Dvořáka                 | Dvořák-Denkmal                                                 | im Dvořák-Park (Lage)                  | errichtet 1974 von Karel Kuneš zur Erinnerung an die sieben Aufenthalte von Antonín Dvořák (1841–1904) von 1879 bis 1894 und die europäischen Erstaufführung seiner 9. Symphonie „Aus der Neuen Welt“ im Jahre 1894 in Karlsbad                                                                                              |
|                 | Pomník Bedřicha Smetany                 | Smetana-Denkmal                                                | Slovenská (Lage)                       | DS, Smetana-Denkmal, errichtet 1950 von Josef Wagner (1901–1957) |
|                 | Pomník Karla Marxe                      | Karl-Marx-Denkmal                                              | Petra Velikého (Lage)                  | errichtet 1988 von Karel Kuneš zur Erinnerung an den Aufenthalt von Karl Marx in Karlsbad (1874) |
|                 | Pomník sv. Bernarda z Clairvaux         | Bernhard von Clairvaux-Denkmal                                 | im Skalnik-Park (Lage)                 | Bernhard-von-Clairvaux-Denkmal (1706) im Skalnik-Park |
|                 | Socha Hygie                             | Hygieia-Denkmal                                                | in der Sprudelkolonnade (Lage)         | DS, Hygieia-Denkmal in der Sprudelkolonnade, 1878 von Vincenz Pilz (1816–1896) |
|                 | Náhrobní kámen Mozarta                  | Grabstein für Mozarts Sohn                                     | im Mozart-Park (Lage)                  | Grabstein von Franz Xaver Wolfgang Mozart (1791–1844) im Mozart-Park (ehem. Andreasfriedhof) |
|                 | Sloup vévodů cambridgeských             | Säule des Herzogs von Cambridge und der Herzogin von Cambridge | im Skalnik-Park (Lage)                 | Granitsäule von 1834 für den Herzog von Cambridge Adolphus Frederick, 1. Duke of Cambridge, im Skalnik-Park auf dem Gipfel des Bernhardfelsens |
|                 | Socha Pany Marie Neposkvrněného početí  | Mariensäule                                                    | Drahovice, Hřbitovní (Lage)            | Denkmal der Unbefleckten Empfängnis Mariens (1704) |
|                 | Ottův sloup (Ottova výšina, 602 m)      | Säule für König Otto I.                                        | Gogolova stezka (Lage)                 | Säule für König Otto I. von Griechenland (1815–1867), errichtet 1852 auf der König-Otto-Höhe, zur Erinnerung an die fünf Aufenthalte von König Otto in Karlsbad (1836 bis 1865) |
|                 | Rondel se sochou kočky                  | Rondell mit Katzensäule                                        | Stezka Jana de Carro (Lage)            | DS, Rondell mit Katzenstatue des Berliner Bildhauers August Kiss an der Villa Lützow, errichtet von Baron August von Lützow (1795–1872), aus Protest über die Aufstellung der Statue Karls IV. im benachbarten Park |
|                 | Socha Karla IV.                         | Jubiläumssäule Karl IV.                                        | im Jean de Carro-Park (Lage)           | von Joseph Max (1804–1855), aufgestellt 1858 im Jean-de-Carro-Park zur 500-Jahrfeier der Stadtgründung von Karlsbad, urspr. im Garten der Lützow-Villa |
|                 | Socha lovkyně lvů / Socha jezdce        | Statue eines Löwenjägers und Reiter-Standbild                  | Stezka Jana de Carro (Lage)            | Statue eines Löwenjägers und Reiter-Standbild im Garten der Villa Lützow |
|                 | Sloup vděčných Maďarů                   | Denkmal der dankbaren Ungarn                                   | U Imperiálu (Lage)                     | Gedenksäule ungarischer Patienten, Granitsäule mit deutscher, französischer und ungarischer Widmung, errichtet 1883 von L. Tröger |
|                 | Diana                                   | Diana-Skulptur                                                 | Beethovenova stezka (Lage)             | Diana-Skulptur am Beethovenweg |
|                 | Plastika jelena                         | Hirsch-Skulptur                                                | Park am Hotel Richmond (Lage)          | Hirsch-Skulptur von August Kiss, urspr. im Park der Lützow-Villa, seit 1932 im Garten am Hotel Richmond |
|                 | Pomník Městských lesů Karlovarských     | Denkmal 675 Jahre Karlsbader Stadtwald                         | Sovova stezka (Lage)                   | Denkmal 675 Jahre Karlsbader Stadtwald (auch Bäderwald) |
|                 | Památník Kniha                          | Buch-Denkmal                                                   | Sovova stezka (Lage)                   | mit Inschrift „Dem Andenken unserer guten Mutter Frau A. M. Heinrich - Mähr. Ostrau - Karlsbad - 1930“, am Sovaweg |
|                 | Denkmal Wander-Club                     | Denkmal des Karlsbader Wanderer Clubs                          | Odpolední stezka (Lage)                | Gedenksäule des Karlsbader Wanderer-Clubs, errichtet 1932 |
|                 | Busta Theodora Körnera                  | Körner-Büste                                                   | Březová (Pirkenhammer) (Lage)          | Büste für Theodor Körner (1791–1813) des Dresdner Bildhauers Hermann Hultzsch (1837–1905), aufgestellt 1888 (Guss von C. Albert, Dresden), 1947 entfernt, nach 2000 wieder aufgestellt |
|                 | Bývalý pomník Theodora Körnera          | Ehem. Körnerdenkmal                                            | Slovenská (Lage)                       | Ehem. Denkmal für Theodor Körner, der 1810, 1811 und 1813 in Karlsbad weilte, urspr. 1863 im Schlosspark Dalovice (Dallwitz) aufgestellt, Bildhauer: Thomas Seidan (1830–1890), 1891 in die Nähe des Schillerdenkmals umgesetzt, 1946 zerstört                                                                               |
| Pavillons       |                                         |                                                                |                                        | |
|                 | Altán Aloise Kleina – pramen Štěpánka   | Pavillon Alois Klein mit der Stephanie-Quelle                  | Slovenská (Lage)                       | Achteckiger Pavillon Alois Klein mit der Stephanie-Quelle am Japanischen Garten, achteckiger Holzpavillon im Schweizer Stil, benannt nach dem urspr. Besitzer des Hotels Richmond bzw. der österreichischen Erzherzogin Stephanie von Belgien (1864–1945), errichtet 1884, jetzt Replik von 1997                             |
|                 | Beethovenův altán                       | Beethoven-Pavillon                                             | am Beethoven- und Mickiewiczweg (Lage) | errichtet zum Andenken an das Konzert Beethovens mit dem italienischen Violinisten Giovanni Battista Polledro im August 1812 |
|                 | Chopinův altán                          | Chopin-Pavillon                                                | Chopinova stezka (Lage)                | gegenüber der Ecce-Homo-Kapelle |
|                 | Aranova lavička                         | Arany-Bank                                                     | Chopinova stezka (Lage)                | gegenüber der Ecce-Homo-Kapelle, errichtet 1906 zum Andenken an den ungarischen Dichter János Arany |
|                 | Dorotin altán                           | Dorotheen-Pavillon                                             | Slovenská (Lage)                       | DS, Empire-Tempel des Grafen Christian von Clam-Gallas für die Herzogin Dorothea von Kurland, genannt Dorotheen-Pavillon, mit Inschrift: „Dorotheen´s Aue – Zum Andenken der Erzherzogin von Curland, den 21. Juni 1791“ |
|                 | Fibichův altán                          | Fibich-Pavillon                                                | Sovova stezka (Lage)                   | beim Forsthaus Diana, zur Erinnerung an den tschechischen Komponisten Zdeněk Fibich (1850–1900) |
|                 | Findlaterův altán                       | Findlater-Pavillon                                             | Findlaterova stezka (Lage)             | DS, errichtet 1801 vom Zimmermeister Knoll im Auftrag des schottischen Grafen und Gartenarchitekten James Ogilvy, 7. Earl of Findlater (1750–1811), der von 1793 bis 1810 insgesamt vierzehn Mal in Karlsbad weilte |
|                 | Altán Kristýna                          | Christina-Pavillon                                             | am Rundweg (Okružní cesta) (Lage)      | oberhalb vom Gemsenfelsen (Hirschsprung) |
|                 | Altán U Obrazu                          | Pavillon beim Bild (Hütte am Marienbild)                       | Russelova cesta (Lage)                 | errichtet 1894, erneuert 2009 |
|                 | Altán Bellevue                          | Pavillon Bellevue                                              | Machová (Lage)                         | Säulen-Aussichtspavillon Bellevue, errichtet 1834 auf dem ehem. Galgenberg am Wege nach Drahovice (Drahowitz) |
|                 | Vyhlídkový altán Camera obscura (518 m) | Aussichtspavillon Camera obscura                               | Turgeněvova stezka (Lage)              | mit Holzpavillon auf dem Plateau der ehem. Rudolfshöhe (518 m), wiederhergestellt 1997 |
|                 | Altán Tři kříže                         | Drei-Kreuz-Berg-Pavillon                                       | Tři kříže (Lage)                       | wiederhergestellt 2000 und 2006 von Ivan Štros |
|                 | Altán Panorama                          | Panorama-Pavillon                                              | U Tří křížů (Lage)                     | am Turgenewweg |
|                 | Altán Básníků                           | Pavillon der Dichter                                           | Beethovenova stezka (Lage)             | am Beethovenweg |
|                 | Jungmannův altán                        | Jungmann-Pavillon                                              | Jungmannova cesta (Lage)               | am Jungmannweg, benannt nach dem tschechischen Patrioten Josef Jungmann (1773–1847) |
| Kapellen        |                                         |                                                                |                                        | |
|                 | Kaple sv. Anny (Schwarzova kaple)       | Annenkapelle (Schwarzkapelle)                                  | Sovova stezka (Lage)                   | errichtet im 18. Jhdt. von Kasper Schwarz am Sovaweg |
|                 | Kaple Ave Maria                         | Ave-Maria-Bildstock                                            | (Lage)                                 | |
|                 | Kaple Ecce Homo                         | Ecce-Homo-Kapelle (auch Hammerkapelle)                         | am Rundweg (Okružní cesta) (Lage)      | gegenüber dem Chopin-Pavillon, erbaut 1900 |
|                 | Lesní pobožnost                         | Waldandacht (Altar und Hütte)                                  | Russelova cesta (Lage)                 | Altar auf einem Steinhügel am Russelweg, errichtet 1910 vom Karlsbader Stadtrat Hugo Anger am Russelweg unterhalb des Russell-Felsens, 2005 erneuert |
|                 | Kaplička U Obrazu                       | Kapelle Beim Bild                                              | Russelova cesta (Lage)                 | Marienbild seit 1716, um 1900 pseudogotische Nischenkapelle in Form eines Altars aus weißem Marmor errichtet, urspr. mit dem Bild der Jungfrau Maria mit dem Sprudel vom Wiener Jugendstilmaler Franz Matsch (1861–1942), 1995 durch ein Herz-Jesu-Bild ersetzt, erneuert 2009                                               |
|                 | Kaple Panny Marie                       | Marienkapelle                                                  | Mariánská (Lage)                       | hinter dem Grandhotel Pupp, urspr. errichtet um 1700, neugotischer Bau von 1885/86 |
|                 | Kaple sv. Linharta                      | Leonhardkapelle                                                | Sovova stezka (Lage)                   | urspr. aus dem 17. Jhdt., klassizistischer Bau von 1838 errichtet im Auftrag von Elizabeth Anne, Lady William Russell (1793–1874), Gattin des britischen Diplomaten Lord George William Russell (1790–1846), 1884 Umbau im neugotischen Stil durch Ampthill Russel (1829–1884), Sohn von Lady William Russell, 2007 erneuert |
|                 | Kostel sv. Linharta                     | Kirchenruine St. Leonhard                                      | Sovova stezka (Lage)                   | DS, urspr. um 1200 als Wehrkirche erbaut, später verfallen, 1998/99 als Ruine gesichert und konserviert |
|                 | Kaple sv. Nikolaje                      | Nikolaikapelle                                                 | Doubská hora (Lage)                    | russisch-orthodoxe Holzkapelle, hergestellt im Kloster Sergijew Possad in Russland, errichtet durch Nikolai Gennadijewitsch Stepanow 1999/2000 am Aberg (Doubská hora) |
| Kreuze          |                                         |                                                                |                                        | |
|                 | Keglewičův kříž                         | Keglewicz-Kreuz                                                | Mariánská (Lage)                       | Holzkreuz von 1795 auf dem Tschirlfelsen, vom ungarischen Propst Sigmund Graf Keglewitsch aus Gran errichtet, 1990 und 2008 erneuert |
|                 | Tři kříže (554 m)                       | Drei Kreuze am Drei-Kreuz-Berg                                 | Tři Kříže (Lage)                       | errichtet um 1640 auf dem Buchberg, jetzt mit Aussichtspavillon, 1985 und 2000 erneuert, der 1912 begonnene Bau einer Seilbahn wurde nie fertiggestellt |
|                 | Rohanův kříž                            | Rohan-Kreuz                                                    | Rohanova stezka (Lage)                 | errichtet 1878 auf dem Falkenhügel zur Erinnerung an den langjährigen Kurgast Camille Philippe Joseph Idesbald Fürst de Rohan, Herzog von Montbazon und Bouillon, Prinz von Guéméné und Rochefort (1800–1892) |
|                 | Kříž na skále u Rohanovy cesty          | Kreuz auf dem Felsen am Rohanweg                               | Rohanova stezka (Lage)                 | |
| Hütten          |                                         |                                                                |                                        | |
|                 | Lesovna Diana                           | Forsthaus Diana                                                | Sovova stezka (Lage)                   | ehem. Forsthaus am Sovaweg |
|                 | Luční chata                             | Luční-Hütte                                                    | Sovova stezka (Lage)                   | Hütte am Sovaweg |
|                 | Chata Na Hřišti                         | Na Hřiští-Hütte                                                | Branaldova stezka (Lage)               | Hütte am Branaldweg |
|                 | Chata Přátelství                        | Freundschafts-Hütte                                            | Cesta Přátelství (Lage)                | Hütte am Freundschaftsweg |
|                 | Altán U Vojty (chata Na Hůrkách)        | U Vojti-Pavillon                                               | Gogolova stezka (Lage)                 | Hütte am Gogolweg |
|                 | Chata V Sedle                           | Hütte unter der Otto-Aussicht                                  | Gogolova stezka (Lage)                 | Hütte am Gogolweg |
|                 | Gogolova chata                          | Gogol-Hütte                                                    | Turgeněvova stezka (Lage)              | am Turgenewweg |
|                 | Chata Rusalka                           | Rusalka-Hütte (Maurig-Hütte)                                   | Cesta Přátelství (Lage)                | urspr. 1810 durch Graf Chotek errichteter Pavillon, seit 1906 als Maurig-Hütte bekannt, jetzt Rusalka-Hütte in der Nähe des Freundschaftswegs |
|                 | Kazatelna                               | Kazatelna-Hütte (Kanzel-Aussicht)                              | Cesta Přátelství (Lage)                | Hütte in der Nähe des Freundschaftswegs |
|                 | Russelův srub                           | Russelsitz                                                     | Russelova cesta (Lage)                 | am Russelweg |
|                 | Libušina chata                          | Libušina-Hütte                                                 | Beethovenova stezka (Lage)             | Hütte am Beethovenweg |
|                 | Altán Na Výšině                         | Pavillon auf der Höhe                                          | Okružní pěšina (Lage)                  | |
|                 | Chata Bezejmnenná                       | Hütte ohne Namen                                               | Okružní pěšina (Lage)                  | |

## Liste von Kur- und Wanderwegen im Stadtwald
Die Liste von Kur- und Wanderwegen in Karlovy Vary beinhaltet benannte Spazier- und Wanderwege im Stadtwald von Karlsbad (Karlovy Vary), die von Kurgästen und Wanderern benutzt werden, um zu den wichtigsten Sehenswürdigkeiten zu gelangen. Ihre Gesamtlänge beträgt etwa 120 km.
- Beethovenova stezka – Beethovenweg, benannt nach dem Komponisten Ludwig van Beethoven (1770–1827)
- Branaldova cesta – Branaldweg, benannt nach dem tschechischen Schriftsteller Adolf Branald (1910–2008)
- Cesta Přátelství – Freundschaftsweg, benannt nach der Freundschaftshöhe
- Chopinova stezka – Chopinweg, benannt nach dem polnischen Komponisten Frédéric Chopin (1810–1849)
- Chotkova pěšina – Chotekweg, benannt nach dem Adelsgeschlecht Chotek von Chotkow und Wognin
- Doubská pěšina – Doubí-Weg, benannt nach dem Ort Doubí (Aich), OT von Karlsbad
- Dvořákova stezka – Dvořákweg, benannt nach dem tschechischen Komponisten Antonín Dvořák (1841–1904), früher Theodor-Körner-Weg
- Fibichova stezka – Fibichweg, benannt nach dem tschechischen Komponisten Zdeněk Fibich (1850–1900)
- Findlaterova stezka – Findlaterweg, benannt nach dem schottischen Adligen James Ogilvy, 7. Earl of Findlater (1750–1811)
- Goethova stezka – Goetheweg, benannt nach dem Dichter Johann Wolfgang von Goethe (1749–1832)
- Gogolova stezka – Gogolweg zur Goethewarte (Goethova vyhlídka), benannt nach dem russischen Schriftsteller Gogol (1809–1852), früher Adalbert-Stifter-Weg zur Stifterwarte
- Jubilejní stezka – Jubiläumsweg, benannt nach dem 500-jährigem Jubiläum der Stadtgründung (1858)
- Jungmannova cesta – Jungmannweg, benannt nach dem tschechischen Patrioten Josef Jungmann (1773–1847)
- Labického pěšina – Labitzkyweg, benannt nach dem Komponisten Joseph Labitzky (1802–1881)
- Lesmistrova cesta – Forstmeisterweg
- Marxova pěšina – Marxweg, benannt nach Karl Marx
- Mickiewiczova stezka – Mickiewiczweg, benannt nach dem polnischen Dichter Adam Mickiewicz (1798–1855)
- Nerudova stezka – Nerudaweg, benannt nach dem tschechischen Schriftsteller Jan Neruda (1834–1891)
- Odpolední stezka – Nachmittagsweg
- Okružní cesta – Wander-Rundweg
- Okružní pěšina – Fahrrad-Rundweg
- Pěšina Karla Čapka – Karel-Čapek-Weg, benannt nach dem tschechischen Schriftsteller Karel Čapek (1890–1938)
- Rohanova stezka – Rohanweg, benannt nach Camille Philippe Joseph Idesbald Fürst von Rohan (1800–1892)
- Rusalčina cesta – Rusalkaweg, benannt nach dem slawischen Fabelwesen Rusalka
- Russelova cesta – Russelweg bei der Waldandacht (Lesní pobožnost), benannt nach Elizabeth Anne, Lady William Russell (1793–1874), Frau des britischen Diplomaten Lord George William Russell (1790–1846)
- Sovova stezka – Sovaweg, benannt nach dem tschechischen Schriftsteller Antonín Sova (1864–1928)
- Tuhnická cesta –Tuhniceweg, benannt nach Tuhnice (Donitz), OT von Karlsbad
- Turgeněvova stezka – Turgenewweg, benannt nach dem russischen Schriftsteller Iwan Turgenew (1818–1883)

Stanislav Burachovič (* 1950) beschreibt den Genius loci von Karlsbad und nennt die berühmtesten Kurgäste, die auf diesen Wegen gewandelt sind.
Siehe auch: Liste von Bauwerken in Karlovy Vary